# Миранда (Калифорнија)
Миранда (енгл. Miranda) насељено је место без административног статуса у америчкој савезној држави Калифорнија.

## Демографија
По попису из 2010. године број становника је 520.
| Група             | 2000.    | 2010.       |
| Белци             | 0 (0,0%) | 403 (77,5%) |
| Афроамериканци    | 0 (0,0%) | 4 (0,8%)    |
| Азијати           | 0 (0,0%) | 4 (0,8%)    |
| Хиспаноамериканци | 0 (0,0%) | 75 (14,4%)  |
| Укупно            | 0        | 520         |